# ATP Challenger Verona
Der ATP Challenger Verona (offiziell: Internazionali di Tennis Verona, vormals: Verona Challenger) war ein Tennisturnier, das von 1988 bis 1990 und zwischen 2021 und 2024 jährlich erneut in Verona, Italien stattfand. Es gehörte zur ATP Challenger Tour und wurde im Freien auf Sand gespielt. José Clavet ist mit je einem Titel in Einzel und Doppel der einzige mehrfache Turniersieger.

## Liste der Sieger

### Einzel
| Jahr                         | Sieger               | Finalgegner       | Ergebnis       |
| ---------------------------- | -------------------- | ----------------- | -------------- |
| 2024                         | Federico Arnaboldi   | Vilius Gaubas     | 6:2, 6:2       |
| 2023                         | Vít Kopřiva          | Witalij Satschko  | 1:6, 7:63, 6:2 |
| 2022                         | Francesco Maestrelli | Pedro Cachín      | 3:6, 6:3, 6:0  |
| 2021                         | Holger Rune          | Nino Serdarušić   | 6:4, 6:2       |
| 1991–2020: nicht ausgetragen |                      |                   |                |
| 1990                         | Richard Krajicek     | Jacco Eltingh     | 6:4, 6:4       |
| 1989                         | José Clavet          | José Luis Aparisi | 7:6, 7:6       |
| 1988                         | Massimo Cierro       | Carlos Costa      | 5:7, 6:2, 7:5  |

### Doppel
| Jahr                         | Sieger                               | Finalgegner                                | Ergebnis            |
| ---------------------------- | ------------------------------------ | ------------------------------------------ | ------------------- |
| 2024                         | Marcelo Demoliner Guillermo Durán    | Janaki Milew Petar Nesterow                | 6:76, 7:63, [15:13] |
| 2023                         | Federico Gaio Andrea Pellegrino      | Daniel Dutra da Silva Nick Hardt           | 7:66, 6:2           |
| 2022                         | Luis David Martínez Andrea Vavassori | Juan Ignacio Galarza Tomás Lipovsek Puches | 7:64, 3:6, [12:10]  |
| 2021                         | Sadio Doumbia Fabien Reboul          | Luca Margaroli Gonçalo Oliveira            | 7:5, 4:6, [10:6]    |
| 1991–2020: nicht ausgetragen |                                      |                                            |                     |
| 1990                         | Sláva Doseděl Dmytro Poljakow        | Jacco Eltingh Menno Oosting                | 6:0, 6:7, 6:4       |
| 1989                         | Francisco Clavet José Clavet         | Corrado Aprili Bruce Derlin                | 7:5, 6:4            |
| 1988                         | Ronnie Båthman Stefan Svensson       | Marcello Bassanelli Ugo Pigato             | 6:4, 1:6, 6:4       |